# Pereshchepyne
Pereshchepyne (em ucraniano:  Перещепине) é uma cidade da Ucrânia, situada no Oblast de Dnipropetrovsk. Tem 12,91 km² de área e sua população em 2020 foi estimada em 9.805 habitantes.